# Spindasis tavoyana
Spindasis tavoyana är en fjärilsart som beskrevs av Evans 1925. Spindasis tavoyana ingår i släktet Spindasis och familjen juvelvingar. Inga underarter finns listade i Catalogue of Life.